# 1911-es magyar atlétikai bajnokság
Az 1911-es magyar atlétikai bajnokságot – amely a 16. bajnokság volt. Új számként bekerült a gerelyhajítás is.

## Eredmények

### Férfiak
| Versenyszám        | Arany                                                                                    | Arany   | Ezüst                         | Ezüst   | Bronz                     | Bronz   |
| ------------------ | ---------------------------------------------------------------------------------------- | ------- | ----------------------------- | ------- | ------------------------- | ------- |
| 100 yard           | Jankovich István Magyar AC                                                               | 10,4    | Szalay Pál MTK                |         | Rácz Vilmos BEAC          |         |
| 220 yard           | Jankovich István Magyar AC                                                               | 23,0    | Rácz Vilmos BEAC              |         | Déván István Magyar AC    |         |
| 440 yard           | Bodor Ödön BPTTSE                                                                        | 53,0    | Szerelemhegyi Ervin Magyar AC |         | Radóczy Károly Magyar AC  |         |
| 880 yard           | Bodor Ödön BPTTSE                                                                        | 2:04,8  | László Imre BEAC              |         | Mészáros Béla ATK         |         |
| 1 mérföld          | Antal János Magyar AC                                                                    | 4:41,2  | Kiss Gyula ATK                |         | Palotai Ottó FTC          |         |
| 3 mérföld          | Felix Kwieton WAF                                                                        | 16:00   | Bán Kálmán Magyar AC          |         | Váradi Mihály BEAC        |         |
| 120 yard gát       | Kováts Nándor FTC                                                                        | 17,0    | Horner Andor Magyar AC        |         | Püspöky Gyula MAC         |         |
| mezei futás        | Váradi Mihály BEAC                                                                       | 43:07,4 | Kárpáti Ödön FTC              |         | Maros György Magyar AC    |         |
| mezei futás csapat | Budapesti Egyetemi AC Váradi Mihály Thomka Áron Gergely Sándor László Imre Zöllner Dezső | 25      | Magyar AC                     | 45      | ATK                       | 81      |
| 10 km gyaloglás    | Paxián Péter BAK                                                                         | 51:30,6 | Mazák Károly BPTTSE           |         | ifj. Ripszám Henrik MTE   |         |
| 30 km gyaloglás    | ifj. Ripszám Henrik MTE                                                                  | 3:07,5  | Bihari János MTE              |         | id. Ripszám Henrik MTE    |         |
| magasugrás         | Vadon Géza Magyar AC                                                                     | 177 cm  | Wardener Iván MTK             | 177 cm  | Nagy Miklós KAC           | 169 cm  |
| távolugrás         | Szathmáry Kálmán Magyar AC                                                               | 670 cm  | Szalay Pál                    | 657 cm  | Csávossy László BEAC      | 648 cm  |
| rúdugrás           | Szathmáry Kálmán Magyar AC                                                               | 343 cm  |                               |         |                           |         |
| súlylökés          | Mudin Imre Magyar AC                                                                     | 13,26 m | Joanovits Szilárd BEAC        | 12,63 m | Újlaki Rezső Temesvári AC | 12,01 m |
| diszkoszvetés      | Kobulszky Károly BPTTSE                                                                  | 41,87 m | Luntzer György PTE            | 40,38 m | Mudin Imre Magyar AC      | 39,12 m |
| gerelyhajítás      | Kóczán Mór FTC                                                                           | 47,19 m | Mudin Imre Magyar AC          | 43,65 m | Kéri József SZAK          | 39,53 m |

### Magyar atlétikai csúcsok
- szabad fogású gerelyhajítás 60,64 m Vcs. (nh) Kóczán Mór Pozsony 1911. 10. 22.
- (nh)=nem hitelesített